# Marcelo Quiroga Santa Cruz
Marcelo Quiroga Santa Cruz (* 13. März 1931 in Cochabamba; † 17. Juli 1980 in La Paz) war ein bolivianischer Politiker, Schriftsteller, Dramatiker, Journalist, Kommentator der gesellschaftlichen Entwicklung und Universitätsprofessor.

## Leben
Marcelo Quiroga Santa Cruz war das vierte von fünf Kindern von Elena Santa Cruz und José Antonio Quiroga Chinchilla.
Als Grundschule besuchte er das Colegio La Salle in Cochabamba.
Von 1931 bis 1934 lebte die Familie in La Paz, wo sein Vater Abgeordneter der Partido Republicano Genuino und Ministro del Gobierno im Kabinett von Daniel Salamanca Urey war.
1943 zog die Familie erneut nach La Paz, da sein Vater in der Geschäftsleitung des "Zinn-Barons" Simón I. Patiño beschäftigt wurde.
1949 war er Soldat der Streitkräfte Boliviens.
Ab 1950 studierte er, wie bereits seine älteren Brüder Alfonso und Mario, an der Universidad de Chile.
Ab 1952 studierte er in La Paz an der Universidad Mayor de San Andrés Rechtswissenschaft und Philosophie.
Er verfasste mit Sergio Almaraz politische Literatur und gründete eine Bewegung gegen den Koreakrieg.
Er gründete und verlegte die Wochenzeitschrift Pro Arte. Vor der Revolution des 9. April 1952 migrierte die Familie nach Santiago de Chile. Dort führte er an einem Theater Regie und nahm an der bolivianischen Kunstdelegation am Congreso Continental de la Cultura teil.
1954 heiratete er Cristina Trigo Viaña und pflegte eine Freundschaft mit dem Schriftsteller und Politiker Roberto Prudencio Romecín, der 1954 von Bolivien nach Chile exilierte.
1957 wurde in Santiago de Chile seine Tochter María Soledad geboren.
Quiroga wurde in einem Minenunternehmen beschäftigt und schrieb an seinem ersten Roman.
1959 wurde sein Sohn Pablo Rodrigo in Salta, Argentinien geboren.
Mit dem Maler Enrique Amal seinem Freund aus Kindertagen unternahm er eine Schiffsreise nach Europa, mit dem Vorsatz, sich in Paris niederzulassen. Auf der Reise erlitt er eine Appendizitis und wurde auf See operiert. Nach wenigen Monaten in Paris kehrte er nach Bolivien zurück, wo er seinen Roman Los Deshabitados veröffentlichte und dafür 1964 den PEN/Faulkner Award erhielt.
1964 gründete er die Zeitung El Sol, die unter seiner Leitung eine kritische Position gegenüber der Regierung von René Barrientos Ortuño vertrat.
1966 wurde er Parlamentsabgeordneter der als unabhängiger Kandidat auf einer Liste der Partido Demócrata Cristiano (PDC) der Falange Socialista Boliviana für einen Wahlkreis in Cochabamba. Er wurde von der britischen Regierung nach Europa eingeladen.
Am 19. September 1968 stellte Quiroga Santa Cruz im Parlament eine aus sechs Fragen bestehende Anfrage an die Regierung über die Präsenz der Central Intelligence Agency in Bolivien. Am 24. September 1968 beantragte der Bezirksstaatsanwalt von La Paz, Juan Rivera Antezana ein Strafermittlungsverfahren gegen Quiroga Santa Cruz wegen Verleumdung des Präsidenten beim zuständigen Gericht und beim Vorsitzenden des Parlamentes Franz Ondarza Linares die Aufhebung der Immunität von Quiroga Santa Cruz, die in einer nichtöffentlichen Sitzung des Parlamentes am 11. Oktober 1968 beschlossen wurde. Am 21. Oktober 1968 beantragte der Staatsanwalt Juan Rivera Antezana beim Richter Julio Santiváñez Villegas vom vierten Strafgericht von La Paz eine gerichtliche Ladung wegen Verleugnung des Präsidenten und Hochverrat für Quiroga Santa Cruz, die ihm am 23. Oktober 1968 zugestellt wurde. Darin wurde er aufgefordert, innerhalb von 48 Stunden bei Gericht zu erscheinen, andernfalls werde Haftbefehl gegen ihn erlassen. Augusto Mendizábal Moya beantragte in drei zeitgleichen Strafverfahren einstweilige Verfügungen zur Durchsetzung des Habeas Corpus. Als Quiroga Santa Cruz am 24. Oktober 1968 bei Julio Santiváñez Villegas erschien, wollte dieser ihn zuerst informell nachhause schicken, womit aus der Ladung ein Haftbefehl geworden wäre. Als sich Quiroga Santa Cruz weigerte, das Gericht zu verlassen, legte Julio Santiváñez den Verhandlungsbeginn auf 14:30 Uhr. In der Zwischenzeit wurde das Büro des Richters mit einer Schreibmaschine ausgestattet und Julio Santiváñez beriet sich telefonisch mit dem Staatsanwalt Juan Rivera Antezana, um schließlich zu entscheiden, dass nun die Zeit gekommen sei, sich einem seit Wochen unbeachteten Mord in Garita de Lima zu widmen und er für den Fall Quiroga Santa Cruz nicht zur Verfügung stehe. Später behauptete er, wegen eines Betrugsfalles in einem Baumarkt unabkömmlich gewesen zu sein. Er ließ sich ans Telefon rufen und flüchtete aus seinem Amt. Am 25. Oktober 1968 suchte Quiroga Santa Cruz den Justizpalast in La Paz auf, um der Gerichtsladung nachzukommen. Eine Einheit Paramilitärs erbrach zwei Portale des Justizpalastes und entführte Quiroga Santa Cruz aus dem Justizpalast. Er wurde zunächst im Konzentrationslager Alto Madidi und später im Gefängnis San Pedro festgehalten. Die Presse berichtete am Samstag, den 26. Oktober 1968, der Vorsitzende Richter Roberto Pérez Patón habe behauptet, niemand könne Quiroga Santa Cruz verhaften, da er sich in Gewahrsam der Justiz befinde. Am 28. Oktober 1968 starb der Vater von Quiroga Santa Cruz José, Antonio Quiroga Chinchilla.
1969 wurde er Minister für Bergbau und Energie im Kabinett der De-facto-Regierung von Alfredo Ovando Candía. Auf Quirogas Rat wurde die Gulf Oil in Bolivien verstaatlicht. Quirogas wurde von konservativen Kreisen des Offizierskorps als Feind der Institution der Streitkräfte Boliviens dargestellt und die Verstaatlichung wurde als Anlass genommen, ihn aus dem Kabinett zu drängen und mit Terror zu überziehen.
1971 gründete er die Partido Socialista. Während der Diktatur von Hugo Banzer Suárez spaltete sich unter seiner Leitung die Partido Socialista 1 ab, die in Opposition zu Banzer blieb.
Nach seiner Rückkehr nach Bolivien 1977 nahm Quiroga an den Präsidentschaftswahlen von 1978, 1979 und 1980 teil. Bei den Präsidentschaftswahlen am 29. Juni 1980 wurden mit etwa 144.000, doppelt so viele Stimmen für ihn ausgezählt wie 1979, womit er vierter Sieger wurde. Er war Parlamentsabgeordneter und forderte die Aufnahme eines Strafverfahrens gegen Hugo Banzer Suárez wegen Menschenrechtsverletzungen und Misswirtschaft an.
Quiroga gehörte zu den ersten Opfern von Luis Arce Gómezdes beim Putsch von Luis García Meza Tejada am 17. Juli 1980: Marcelo Quiroga Santa Cruz nahm an einer Versammlung gegen den Putsch im Gebäude der Central Obrera Boliviana in El Prado, La Paz teil, als Paramilitärs mit Krankenwagen der Caja nacional de seguridad social vorfuhren und das Gebäude umstellten. Als die Gewerkschafter das Gebäude mit den Händen hinter dem Kopf verließen, wurde eine Salve auf Quiroga Santa Cruz abgegeben. Der Schwerverletzte wurde verschleppt. Eine Fotografie seines misshandelten Körpers wurde 1984 in der Wochenzeitschrift Stern veröffentlicht. Sein Körper ist seither verschwunden.
Als begabter Redner und kompromissloser Verteidiger der Menschenrechte wird Quiroga in Bolivien als einer der Märtyrer der anti-autoritären und pro-demokratischen Kämpfe der 1970er Jahre verehrt.

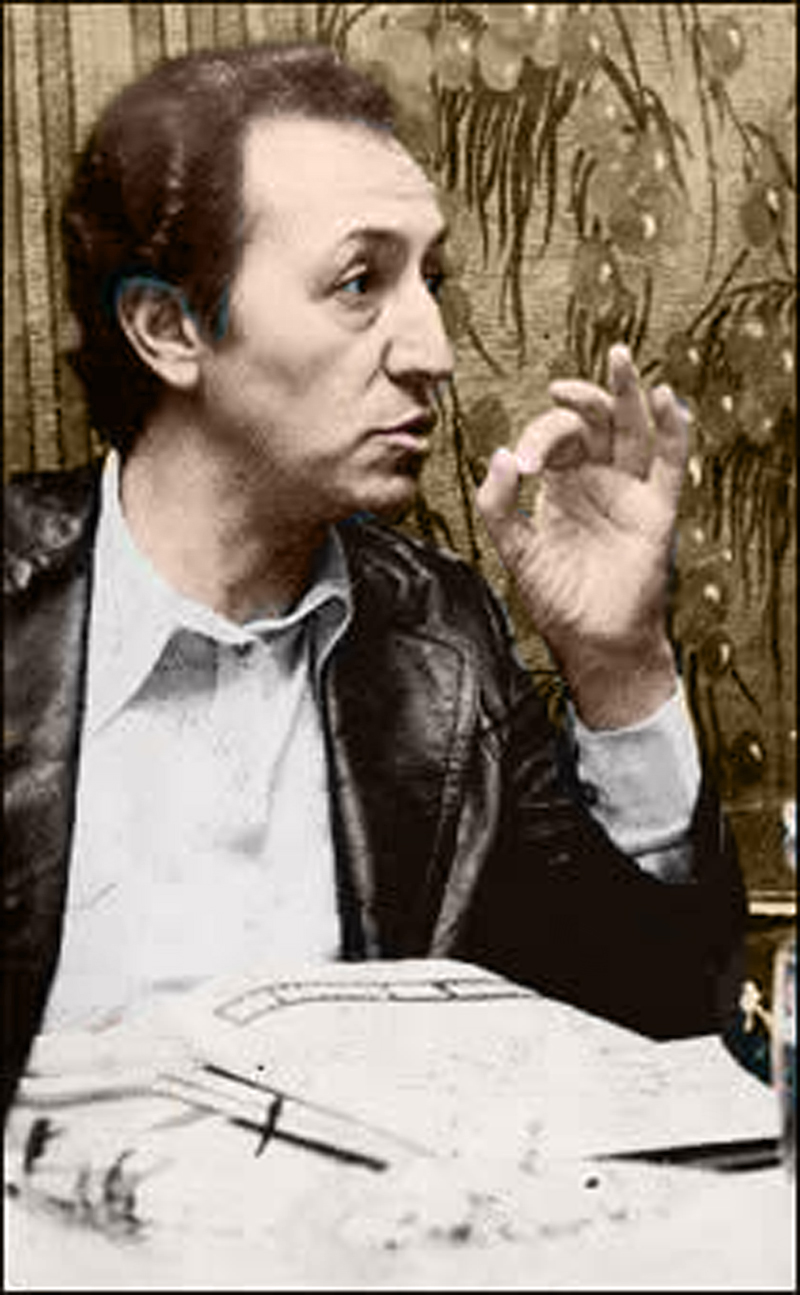
Marcelo Quiroga Santa Cruz, zweite Hälfte des 20. Jahrhunderts
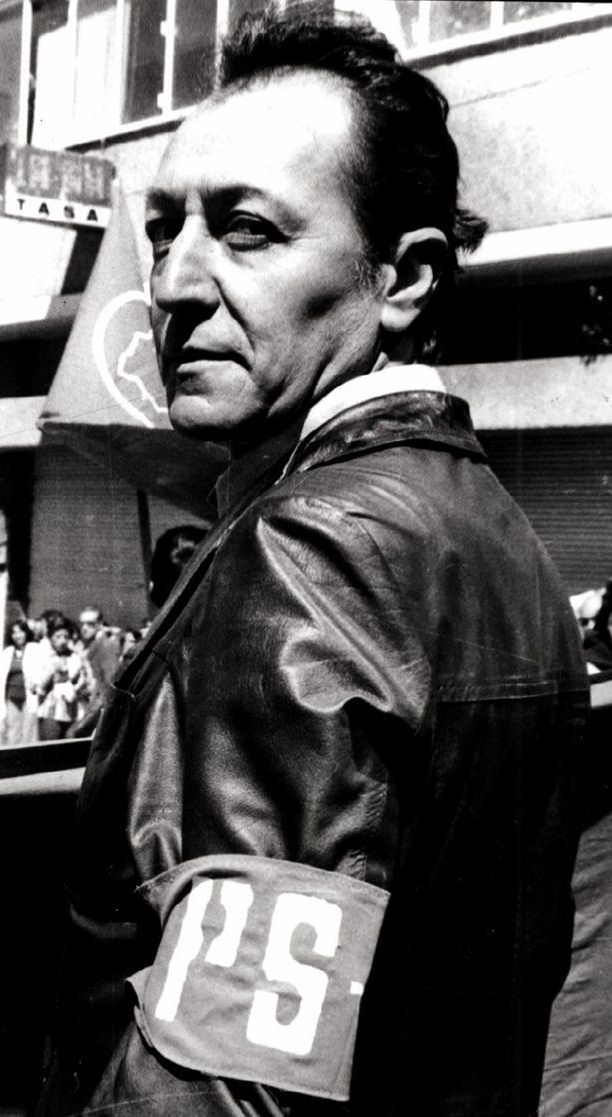
Marcelo Quiroga Santa Cruz, mit Armbinde der Partido Socialista
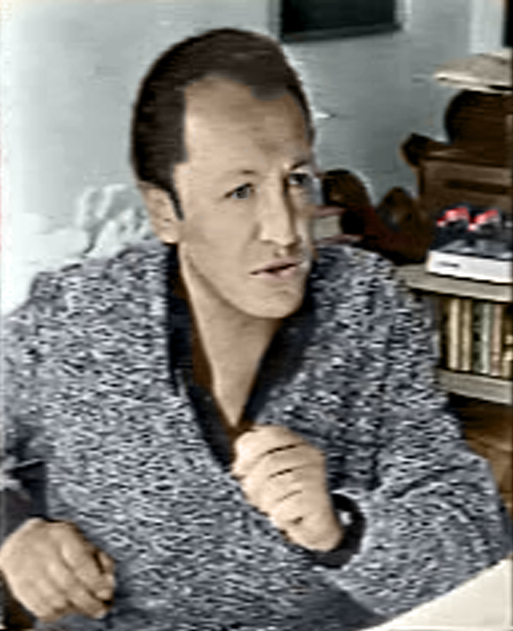
Marcelo Quiroga Santa Cruz, 1979